# Karl Pfeffer-Wildenbruch
Karl Pfeffer-Wildenbruch (Kalkberge-Rüdersdorf, 12 juni 1888 - Bielefeld, 29 januari 1971) was een Duits officier en SS-Obergruppenführer. Hij was generaal in de Waffen-SS en de politie. Hij was eveneens inspecteur-generaal van de politiescholen.

## Leven[7]
Op 12 juni 1888 werd Karl Pfeffer-Wildenbruch in Kalkberge-Rüdersdorf geboren. Zijn vader was een dokter. De familie van Pfeffer-Wildenbruch kwam origineel uit Salzburg, maar leefde al twee decennia in Oost-Pruisen. Hij volgde onderwijs op het eiland van Amrum, Bad Oeynhausen en Herford.

### Eerste Wereldoorlog
Pfeffer-Wildenbruch ging na zijn eindexamen (Abitur) op 7 maart 1907 als Fahnenjunker in dienst van het 2. Westfälische Feldartillerie-Regiment Nr. 22 van het Pruisische leger in Münster. Hij werd op 1 augustus 1908 bevorderd tot Leutnant. In 1911 volgde de aanstelling om zich bij de militaire technische academie te melden. Aan het begin van de Eerste Wereldoorlog was hij batterijofficier en regimentsadjudant. Er volgde een aanstelling om als stafofficier voor Generalfeldmarschall Colmar von der Goltz, die in Bagdad het Ottomaanse 1e Leger commandeerde, te gaan werken. Van mei tot november 1917 was hij Erster Generalstabsoffizier van de militaire missie in Constantinopel. Eind 1917 keerde hij naar Duitsland terug, en werd Generalstabsoffizier in het 11. Infanterie-Division. Tot het einde van de oorlog had hij een aanstelling in de staf van het Generalkommando 55 en bij het XXIV. Reserve-Korps.

### Interbellum
In augustus 1919 ging hij naar de Schutzpolizei. Enige tijd later werd hij referent in het Reichsministerium des Innern en afdelingshoofd in Osnabrück en Maagdenburg. Van 1928 tot 1930 was hij inspecteur van de strijdkrachten van Chili. Aansluitend keerde hij terug naar Duitsland.

### Nationalsocialisme
In juni 1933 werd Pfeffer-Wildenbruch als Oberstleutnant commandant van een Landespolizei-Regiment in Frankfurt (Oder). Vanaf mei 1936 was hij de inspecteur-generaal van de politiescholen, en werd op 1 mei 1937 tot Generalmajor der Polizei bevorderd. Op 12 maart 1939 werd hij lid van de Allgemeine-SS en kwam in de staf van de Reichsführer-SS. Op 20 april 1939 volgde zijn bevordering tot SS-Brigadeführer. Eind 1939 richtte hij het 4. SS-Polizei-Panzergrenadier-Division op, en nam daarmee deel aan de slag om Frankrijk. Hij werd op 20 april 1940 tot SS-Gruppenführer der Waffen-SS en Generalleutnant in de politie bevorderd. Vanaf november 1940 was hij weer onderdeel van de staf van de Reichsführer-SS. Van 1940 tot 1943 was hij chef van de koloniale-politieambt in het Reichsministerium des Innern, en hij nam het VI. SS-Freiwilligen-Armeekorps (Lets) over op 8 oktober 1943 als Kommandierender General. Op 9 november 1943 werd Pfeffer-Wildenbruch tot SS-Obergruppenführer en General der Waffen-SS en de politie bevorderd. Begin december 1944 volgde de benoeming tot bevelvoerend-generaal van het IX SS Bergkorps in Hongarije en bevelhebber van Boedapest. Als Kampfkommandant verdedigde hij de Hongaarse hoofdstad, na de omsingeling door Russische troepen van 24 december 1944 tot 11 februari 1945. De belegering van Boedapest was een van de langste en bloedigste van de Tweede Wereldoorlog, en duurde 102 dagen (zie de slag om Boedapest). Voor de verdediging van de stad werd Pfeffer-Wildenbruch op 11 januari 1945 met het Ridderkruis en op 1 februari 1945 met het Ridderkruis met Eikenloof onderscheiden. Toen de uitbraak van zijn 500-koppige groep mislukte, vluchtte hij op 12 februari 1945 naar een nabijgelegen villa in Boeda en gaf zich over.

### Einde van de oorlog
Hij werd in de Sovjet-Unie tot 25 jaar dwangarbeid veroordeeld, in oktober 1955 keerde hij terug uit het krijgsgevangenkamp 5110/48 Woikowo naar Duitsland. Op 29 januari 1971 kwam Pfeffer-Wildenbruch om het leven tijdens een auto-ongeluk in Bielefeld.

## Carrière
Pfeffer-Wildenbruch bekleedde verschillende rangen in zowel de Allgemeine-SS als Waffen-SS. De volgende tabel laat zien dat de bevorderingen niet synchroon liepen.
| Datum                                                                     | Deutsches Heer | Polizei                                  | Heer       | Allgemeine-SS                       | Waffen-SS                       |
| ------------------------------------------------------------------------- | -------------- | ---------------------------------------- | ---------- | ----------------------------------- | ------------------------------- |
| 7 maart 1907                                                              | Fahnenjunker   | —                                        | —          | —                                   | —                               |
| 18 augustus 1908 (met Patent vanaf 17 september 1906)                     | Leutnant       | —                                        | —          | —                                   | —                               |
| 28 november 1914                                                          | Oberleutnant   | —                                        | —          | —                                   | —                               |
| 18 april 1916                                                             | Hauptmann      | —                                        | —          | —                                   | —                               |
| 16 augustus 1919                                                          | —              | Hauptmann der Polizei                    | —          | —                                   | —                               |
| 6 juli 1920 (met DA vanaf 18 augustus 1906)                               | —              | Major der Polizei                        | —          | —                                   | —                               |
| 21 maart 1933 (met ingang vanaf 1 april 1933 en RDA vanaf 1 juli 1933)    | —              | Oberstleutnant der Polizei               | —          | —                                   | —                               |
| 20 april 1934 (met ingang vanaf 1 april 1933 en RDA vanaf 20 april 1934)  | —              | Oberst der Polizei                       | —          | —                                   | —                               |
| 11 maart 1936 (met ingang vanaf 16 maart 1936 en RDA vanaf 1 juni 1935)   | —              | —                                        | Oberst (E) | —                                   | —                               |
| 1 augustus 1936 (naamswijziging)                                          | —              | Oberst der Schutzpolizei                 | —          | —                                   |                                 |
| 21 oktober 1936                                                           | —              | Charakter Generalmajor der Schutzpolizei | —          | —                                   | —                               |
| 13 augustus 1937 (met ingang vanaf 1 mei 1937 en RDA vanaf 20 april 1937) | —              | Generalmajor der Orpo                    | —          | —                                   | —                               |
| 12 maart 1938                                                             | —              | —                                        | —          | SS-Mann                             | —                               |
| 12 maart 1938                                                             | —              | —                                        | —          | SS-Oberführer                       | —                               |
| 20 april 1939 - 15 november 1939                                          | —              | Charakter Generalleutnant der Orpo       | —          | —                                   | —                               |
| 19 mei 1939 (met ingang vanaf 20 april 1939)                              | —              | —                                        | —          | SS-Brigadeführer                    | —                               |
| 15 november 1939 (met RDA vanaf 20 november 1939)                         | —              | —                                        | —          | Generalleutnant der Ordnungspolizei | —                               |
| 21 juli 1940 (met ingang vanaf 20 april 1940)                             | —              | —                                        | —          | SS-Gruppenführer                    | —                               |
| 27 september 1943                                                         | —              | —                                        | —          | —                                   | Generalleutnant in de Waffen-SS |
| 18 november 1943 (met ingang vanaf 9 november 1943)                       | —              | Generaal in de politie                   | —          | SS-Obergruppenführer                | General in de Waffen-SS         |

## Lidmaatschapsnummers
- NSDAP-nr.: 1 364 387[14] (aanmelding NSDAP op 28 juli 1932, opname in de NSDAP op 1 november 1932[5])
- SS-nr.: 292 713[14][4]

## Onderscheidingen
Selectie:
- Ridderkruis van het IJzeren Kruis op 11 januari 1945[13] als SS-Obergruppenführer en General in de Waffen-SS en de politie, Kommandierender General / IX SS Bergkorps / Heeresgruppe Süd[14][2][15][16][17][10]
- Ridderkruis van het IJzeren Kruis met Eikenloof (Nr.723) op 1 februari 1945[13] als SS-Obergruppenführer en Generaal in de Waffen-SS en Politie, Kommandierender General / IX SS Bergkorps / Heeresgruppe Süd[14][2][15][18][17][10]
- IJzeren Kruis 1914, 1e Klasse[12][7] (14 september 1917[4][14][15][13]) en 2e Klasse[15][4][7]
- Herhalingsgesp bij IJzeren Kruis 1939, 1e Klasse (22 juni 1940[4][14][13]) en 2e Klasse (20 juni 1940[4][14][15][13])
- SS-Ehrenring[14][15][12] op 24 augustus 1940[13]
- Ehrendegen des Reichsführers-SS[14][15][12] in 1938[13]
- Gewondeninsigne 1918 in zwart[14][4][12][7][13]
- Dienstonderscheiding van de Politie in 1944[13]
- IJzeren Halve Maan[4][13]
- Liyakat Medaille met Sabel[4][13]

## Afkorting
- Befehlshaber der Ordnungspolizei (BdO) = Bevelhebber van de Ordepolitie